# جایزه بزرگ ژاپن ۲۰۱۵
جایزه بزرگ ژاپن ۲۰۱۵ (انگلیسی: ‎2015 Japanese Grand Prix‎) یک مسابقهٔ موتوری در رشتهٔ اتومبیل‌رانی فرمول یک بود که در تاریخ ۲۷ سپتامبر ۲۰۱۵ در پیست سوزوکا واقع در سوزوکا، ژاپن برگزار شد. این گراند پری در میان ۱۹ گراند پری در فصل ۲۰۱۵، مسابقهٔ شمارهٔ ۱۴ بود.
در این مسابقه که در ۵۳ دور و به مسافت ۳۰۷٫۴۷۱ کیلومتر (۱۹۱٫۰۵۴ مایل) برگزار شد، پول پوزیشن توسط نیکو رزبرگ کسب شد و سریع‌ترین زمان برای طی یک دور پیست که برابر با ۱:۳۶٫۱۴۵ بود نیز توسط لوئیز همیلتون به ثبت رسید.
لوئیز همیلتون از تیم مرسدس، نیکو رزبرگ از تیم مرسدس و سباستیان فتل از تیم فراری به‌ترتیب مقام‌های اول تا سوم مسابقه را کسب کردند.

## رده‌بندی قهرمانی پس از مسابقه
|       | جایگاه | راننده        | امتیاز |
| ----- | ------ | ------------- | ------ |
|       | ۱      | لوئیز همیلتون | ۲۷۷    |
|       | ۲      | نیکو رزبرگ    | ۲۲۹    |
|       | ۳      | سباستیان فتل  | ۲۱۸    |
|       | ۴      | کیمی رایکونن  | ۱۱۹    |
|       | ۵      | والتری بوتاس  | ۱۱۱    |
| منبع: |        |               |        |

|       | جایگاه | سازنده            | امتیاز |
| ----- | ------ | ----------------- | ------ |
|       | ۱      | مرسدس             | ۵۰۶    |
|       | ۲      | فراری             | ۳۳۷    |
|       | ۳      | ویلیامز-مرسدس     | ۲۰۸    |
|       | ۴      | رد بول ریسینگ-رنو | ۱۳۹    |
|       | ۵      | فورس ایندیا-مرسدس | ۷۷     |
| منبع: |        |                   |        |

یادداشت
- تنها پنج جایگاه نخست از هر رده‌بندی نمایش داده شده‌است.